# Daniel Elena
Daniel Elena, född 26 oktober 1972 i Monaco, är en monegaskisk co-driver åt Sébastien Loeb i Hyundai Shell WRT i WRC.
Tillsammans har de blivit världsmästare i rally nio gånger och vunnit 79 VM-deltävlingar.

## Karriär
Elena startade sin karriär som kartläsare åt Hervé Bernard år 1997. De tävlade bara ett år tillsammans, för 1998 bytte han förare till Sébastien Loeb. År 1999 vann de Citroën Saxo Trophy tillsammans. Året efter blev de franska mästare i grusrally.
Under 2001 vann de FIA Super 1600, med deras Citroën Saxo, och började därefter tävla för Citroëns WRC-team. Deras första seger kom i Rallye Deutschland 2002.
De blev världsmästare varje år mellan 2004 och 2012. Samtliga titlar har vunnits med Citroën Total World Rally Team.
Elena var den första kartläsaren att vinna Michael Parks årliga pris.

## Vinster iWRC[1]
| Säsong | Rally | Förare         | Bil               |
| ------ | --- | -------------- | ----------------- |
| 2002   | ADAC Rallye Deutschland | Sébastien Loeb | Citroën Xsara WRC |
| 2003   | Rallye Monte-Carlo ADAC Rallye Deutschland Rallye Sanremo | Sébastien Loeb | Citroën Xsara WRC |
| 2004   | Rallye Monte-Carlo Rally Sweden Rally Cypern Turkiska Rallyt ADAC Rallye Deutschland Rally Australia | Sébastien Loeb | Citroën Xsara WRC |
| 2005   | Rallye Monte-Carlo Rally New Zealand Rally d'Italia Sardegna Rally Cypern Rally of Turkey Acropolis Rally Rally Argentina ADAC Rallye Deutschland Tour de Corse Rally Catalunya                                   | Sébastien Loeb | Citroën Xsara WRC |
| 2006   | Rally Guanajuato Mexico Rally Catalunya Tour de Corse Rally Argentina Rally d'Italia Sardegna ADAC Rallye Deutschland Rally Japan Rally Cypern                                                                    | Sébastien Loeb | Citroën Xsara WRC |
| 2007   | Rallye Monte-Carlo Rally Guanajuato Mexico Vodafone Rally de Portugal Rally Argentina ADAC Rallye Deutschland Rally Catalunya Tour de Corse Rally Ireland                                                         | Sébastien Loeb | Citroën C4 WRC    |
| 2008   | Rallye Monte-Carlo Rally Guanajuato Mexico Rally Argentina Rally d'Italia Sardegna Acropolis Rally Neste Oil Rally Finland ADAC Rallye Deutschland Rally New Zealand Rally Catalunya Tour de Corse Wales Rally GB | Sébastien Loeb | Citroën C4 WRC    |
| 2009   | Rally Ireland Rally Norway Rally Cypern Vodafone Rally de Portugal Rally Argentina Rally Catalunya Wales Rally GB                                                                                                 | Sébastien Loeb | Citroën C4 WRC    |
| 2010   | Rally Guanajuato Mexico Jordan Rally Rally of Turkey Rally Bulgaria ADAC Rallye Deutschland Rallye de France Alsace Rally Catalunya Wales Rally GB                                                                | Sébastien Loeb | Citroën C4 WRC    |
| 2011   | Rally Guanajuato Mexico Rally d'Italia Sardegna Rally Argentina Neste Oil Rally Finland Rally Catalunya | Sébastien Loeb | Citroën DS3 WRC   |
| 2012   | Rallye Monte-Carlo Rally Guanajuato Mexico Rally Argentina Acropolis Rally Rally New Zealand Neste Oil Rally Finland ADAC Rallye Deutschland Rallye de France Alsace Rally Catalunya                              | Sébastien Loeb | Citroën DS3 WRC   |
| 2013   | Rallye Monte-Carlo Rally Argentina | Sébastien Loeb | Citroën DS3 WRC   |
| 2018   | Rally Catalunya | Sébastien Loeb | Citroën C3 WRC    |